# Улица Антонова-Овсеенко (Воронеж)
У́лица Анто́нова-Овсе́енко — магистральная улица в Коминтерновском районе города Воронежа, занимая часть Северного жилого района. Образована в 1974 году. Является северной частью Воронежской окружной автомобильной дороги. Протяжённость — 7 км.
Названа в честь революционера-большевика Владимира Александровича Антонова-Овсеенко (1883—1938), который учился в Воронежском кадетском корпусе.
Улица начинается от пересечения с улицей 9 Января. За исключением небольшого участка от начала до кольца улица имеет 6 полос для движения (по 3 в каждую сторону). Имеет около 15 пешеходных переходов.
На улице находится авторынок. Улица активно застраивается новыми многоквартирными домами. Улица хорошо освещена на всём протяжении.
Пересечения с бульваром Победы и улицами Генерала Лизюкова, Хользунова, 45-й Стрелковой Дивизии, улицей 9 Января выполнены в одном уровне, имеется светофорное регулирование. Пересечение с Московским проспектом выполнено транспортной развязкой в двух уровнях. К улице Антонова-Овсеенко примыкают также улицы Мордасовой, 60-й Армии и Беговая.
В 2011—2012 годах была проведена реконструкция улицы стоимостью 1,119 млрд рублей. В настоящее время разработаны проекты реконструкции двухуровневых развязок на пересечениях с Московским проспектом и улицей 9 Января, которые будут реализованы в 2014 и 2015 годах соответственно; после реконструкции улица Антонова-Овсеенко станет соединена с улицей Ломоносова.